# Záboří (Strakonicei járás)
Záboří falu és önkormányzat (obec) Csehország Dél-csehországi kerületének Strakonicei járásában. Területe 6,85 km², lakosainak száma 309 (2008. 12. 31). A falu Strakonicétől mintegy 15 km-re északnyugatra, České Budějovicétől 66 km-re északnyugatra, és Prágától 90 km-re délnyugatra fekszik.
A település első írásos említése 1298-ból származik.

## Nevezetességek
- Szent Péter-Pál templom .
- Plébánia

## Népesség
A település népessége az elmúlt években az alábbi módon változott:
| Lakosok száma | 452  | 407  | 423  | 348  | 306  | 340  | 317  | 325  | 329  | 339  |
|               | 1869 | 1890 | 1921 | 1950 | 1980 | 2001 | 2017 | 2019 | 2022 | 2024 |